# Football Club Nordsjælland
Pour les articles homonymes, voir FCN.
Maillots
Le Football Club Nordsjælland (FCN) est un club de football danois basé à Farum, fondé en 2003. Issu de la fusion de deux clubs (Farum IK et Stavnsholt BK) de la ville en 1991, le Farum Boldklub adopte le nom de FC Nordsjælland en 2003.
Les rencontres du club sont disputés au Farum Park, stade de 10 100 places.

## Histoire

### Dates clés du club
- 1991 : fondation par fusion de Farum IK et de Stavnsholt BK sous le nom de Farum BK
- 2003 : refondation sous le nom de FC Nordsjælland
- 2003 : 1re participation en coupe d'Europe, pour la saison 2003-2004 (C3). 1er match dans cette compétition face aux Arméniens du Shirak FC (4-0 2-0).
- 2012 : le club remporte pour la 1re fois le Championnat du Danemark

### Farum BK (1991-2003)
Le 1er janvier 1991, le Farum BK est créé grâce à la fusion de deux clubs de Farum, le Farum Idræts Klub (fondé en 1910) et le Stavnsholt Boldklub (fondé en 1974). Appuyé par le Maire de la ville, Peter Brixtofte, lui-même sponsor du futur club, le Farum BK est incorporé dès sa première saison en quatrième division (Danmarksserien for herrer). Quelques saisons plus tard, le Farum BK accèdent à la 3e division avant de rejoindre la 2e division à l'issue de la saison 1997-1998. Pour la première fois, le club adopte le statut professionnel. Le Farum BK se maintient facilement durant les saisons suivantes grâce notamment à de bons joueurs comme Jeppe Tengbjerg, meilleur buteur de la saison en 2002 (avec 16 buts) et au travail de l'entraineur Christian Andersen. Perdant seulement 4 matches en 2002, doté de la meilleure attaque (avec 69 buts) et décrochant la deuxième place derrière Køge BK, le club accède pour la première fois à la 1re division en 2002.
Dès sa première saison en Superligaen, Farum termine troisième en 2003, remportant le droit de disputer la Coupe de l'UEFA 2003-2004. C'est à l'issue de cette saison que le club est renommé FC Nordsjælland (du nom de la région du Danemark à laquelle Farum est rattaché) à la suite de son rachat par l'homme d'affaires Allan K. Pedersen. C'est à ce moment-là qu'est mise en place la politique régionale de partenariat et de détection de jeunes talents dite Fodbold Samarbejde Nordsjælland (FSN).

### FC Nordsjælland (2003-)
Pour sa première participation européenne, le F.C. Nordsjælland affrontent les Arméniens du Shirak FC (4-0 2-0) en tour préliminaire de la Coupe de l'UEFA 2003-2004 avant de céder lors du premier tour face aux Grecs de Panionios Athènes (0-1 1-2). L'embellie est de courte durée pour la toute nouvelle entité qui a du mal à jouer les premiers rôles par la suite en championnat terminant près des places de relégables les deux saisons suivantes. Mads Junker et Anders Due sont alors très prometteurs au sein de l'équipe. Johnny Petersen ayant succédé à Christian Andersen sur le banc du club est remplacé par Morten Wieghorst durant l'été 2006. Ce dernier réussit à attirer à Farum le buteur de Lyngby, Morten Nordstrand, auteur de 29 buts la saison précédente. Grâce entre autres, à sa recrue et ses 18 buts, le F.C. Nordsjælland décroche une intéressante cinquième place à la fin de l'édition 2006-2007. Nordstrand, au bout d'une seule saison est transféré au FC Copenhague pour 2 millions d'euros, transfert le plus important du football danois entre deux clubs du pays.
Par la suite, malgré la perte de son buteur Martin Bernburg à la fin de la saison (qui signe lui aussi à Copenhague), et malgré sa neuvième place au classement (sur 12), Nordsjælland dispute sa deuxième Coupe d'Europe grâce au Prix du fair play UEFA décerné aux clubs danois.
Le FCN réalise une bonne performance lors de cette Coupe UEFA 2008-2009 éliminant les Estoniens du TVMK Tallinn (5-0 3-0) et les Écossais du Queen of the South Football Club (2-1 2-1) avant de céder face à Olympiakos (0-2 0-5).
Le FC Nordsjælland remporte sa première compétition en 2010 en gagnant la Coupe du Danemark, battant en Finale le FC Midtjylland (2-0 après prolongations) grâce à deux buts de Nicolai Stokholm et Bajram Fetai. En Ligue Europa 2010-2011, les Danois ne brillent pas, sortis dès le troisième tour par le Sporting Lisbonne (0-1 1-2). La saison suivante, le FCN parvient à conserver la Coupe du Danemark en battant de nouveau Midtjylland mais cette fois-ci sur le score de 3 à 2. À la suite de cette victoire, Morten Wieghorst quitte le banc du club pour prendre en main les rênes de l'équipe nationale Espoirs danoise. Son assistant, Kasper Hjulmand devient alors l'entraineur de l'équipe.
Bis repetita en Coupe d'Europe, lors de la Ligue Europa 2010-2011 où ils sont éliminés par le Sporting en play-offs (0-0 1-2).
L'été 2011 voit l'arrivée de deux internationaux danois: le milieu offensif Mikkel Beckmann du Randers FC et le latéral gauche Patrick Mtiliga prêté par Málaga CF. À l'issue de la saison Hjulmand et ses hommes décroche leur premier titre de Champion du Danemark terminant avec deux points d'avance sur le FC Copenhague et cela sans réel buteur (8 buts pour le meilleur réalisateur Sören Christensen). Durant cette belle saison, cinq joueurs sont sélectionnés en même temps pour rencontrer la Suède et la Finlande en novembre 2011 dans une série de matches amicaux: Mikkel Beckmann, Andreas Bjelland et les débutants Tobias Mikkelsen, Jesper Hansen et Jores Okore.
Grâce à ce titre de Champion, Nordsjælland accède directement à la phase de poule de la plus prestigieuse compétition européenne, la Ligue des Champions 2012-2013.

## Fodbold Samarbejde Nordsjælland
Le club a développé, avec une soixantaine de petits clubs de sa région, le Nordsjælland une politique de coopération, et de détection de jeunes talents intitulé Fodbold Samarbejde Nordsjælland (en anglais, Football Cooperation North Zealand) ou FSN. Des partenariats sont effectués entre ces équipes, des échanges entre entraîneurs, des matches amicaux sont organisés. Voici la liste de ces clubs:
- Allerød FK
- Alsønderup IF
- Ålholm Fodbold
- Ølsted IF
- BFC Lundegården
- Blistrup SI
- Brødeskov IF
- Blovstrød IF
- BK Søllerød-Vedbæk
- Dalby IF
- Dragør BK
- Døllefjelde Musse IF
- Elite 3000 Fodbold
- Espergærde IF
- FA 2000
- Farum BK
- Faxe Ladeplads IF
- FC Holte
- FC Jonstrup
- FIF Hillerød
- Frederikssund IK
- Frem Hellebæk
- G77 Gundsømagle
- Gilleleje FK
- Gørløse SI
- Grantoften IF
- Græsted IF
- Gundsølille IF
- Gundsømagle 77
- Gurre IK
- Hasle IF
- Hørsholm-Usserød IK
- Helsinge Fodbold
- Helsingør IF
- Hillerød GI
- Hornbæk IF
- Humlebæk BK
- Hundested IK
- IF Skjold Birkerød
- IS Skævinge
- Jyllinge FC
- Jægersborg BK
- Kalundborg GB
- Karlebo IF
- KBK Hillerød
- Kirke Hyllinge IF
- Kirke Værløse IF
- KFUMs Boldklub Roskilde
- Kr. Værløse IF
- Lolland-Falster Alliancen
- Lynge Uggeløse IF
- Måløv BK
- NB Bornholm
- Nordstevns GI
- Nødebo IF
- Nivå Kokkedal FK
- Oppe Sundby IF
- ORI Fodbold
- Raklev GI
- Ramløse Fodbold
- Skovshoved IF
- Slangerup og Omegns IF
- Slangslunde-Ganløse IF
- Snekkersten IF
- Store Lyngby IF
- Tikøb IF
- Uvelse IF
- Værløse BK
- Vejby-Tisvilde Fodbold

## Bilan sportif

### Palmarès
| Compétitions nationales | Compétitions internationales |
| - Championnat du Danemark (1) : - Champion : 2012. - Vice-champion : 2013 et 2023. - Championnat du Danemark de deuxième division (1) : - Champion : 2000. - Coupe du Danemark (2) : - Vainqueur : 2010 et 2011. |                              |

### Bilan européen
| Saison    | Compétition             | Tour              | Club                     | Domicile | Extérieur | Total     |
| --------- | ----------------------- | ----------------- | ------------------------ | -------- | --------- | --------- |
| 2003-2004 | Coupe UEFA              | Tour préliminaire | Shirak FC                | 4 - 0    | 2 - 0     | 6 - 0     |
| 2003-2004 | Coupe UEFA              | Premier tour      | Panionios GSS            | 0 - 1    | 1 - 2     | 1 - 3     |
| 2008-2009 | Coupe UEFA              | Premier tour Q    | TVMK Tallinn             | 5 - 0    | 3 - 0     | 8 - 0     |
| 2008-2009 | Coupe UEFA              | Deuxième tour Q   | Queen of the South       | 2 - 1    | 2 - 1     | 4 - 2     |
| 2008-2009 | Coupe UEFA              | Premier tour      | Olympiakos               | 0 - 2    | 0 - 5     | 0 - 7     |
| 2010-2011 | Ligue Europa            | Troisième tour Q  | Sporting CP              | 0 - 1    | 1 - 2     | 1 - 3     |
| 2011-2012 | Ligue Europa            | Barrages Q        | Sporting CP              | 0 - 0    | 1 - 2     | 1 - 2     |
| 2012-2013 | Ligue des champions     | Groupe E          | Chelsea FC               | 0 - 4    | 1 - 6     | Quatrième |
| 2012-2013 | Ligue des champions     | Groupe E          | Juventus FC              | 1 - 1    | 0 - 4     | Quatrième |
| 2012-2013 | Ligue des champions     | Groupe E          | Chakhtar Donetsk         | 2 - 5    | 0 - 2     | Quatrième |
| 2013-2014 | Ligue des champions     | Troisième tour Q  | Zénith Saint-Pétersbourg | 0 - 1    | 0 - 5     | 0 - 6     |
| 2013-2014 | Ligue Europa            | Barrages Q        | IF Elfsborg              | 0 - 1    | 1 - 1     | 1 - 2     |
| 2018-2019 | Ligue Europa            | Premier tour Q    | Cliftonville FC          | 2 - 1    | 1 - 0     | 3 - 1     |
| 2018-2019 | Ligue Europa            | Deuxième tour Q   | AIK Solna                | 1 - 0    | 1 - 0     | 2 - 0     |
| 2018-2019 | Ligue Europa            | Troisième tour Q  | Partizan Belgrade        | 1 - 2    | 2 - 3     | 3 - 5     |
| 2023-2024 | Ligue Europa Conférence | Troisième tour Q  | FCSB                     | 2 - 0    | 0 - 0     | 2 - 0     |
| 2023-2024 | Ligue Europa Conférence | Barrages Q        | Partizan Belgrade        | 5 - 0    | 1 - 0     | 6 - 0     |
| 2023-2024 | Ligue Europa Conférence | Groupe H          | Fenerbahçe SK            | 6 - 1    | 1 - 3     | Troisième |
| 2023-2024 | Ligue Europa Conférence | Groupe H          | Ludogorets Ragrad        | 7 - 1    | 0 - 1     | Troisième |
| 2023-2024 | Ligue Europa Conférence | Groupe H          | Spartak Trnava           | 1 - 1    | 2 - 0     | Troisième |

Légende
- Victoire ou qualification pour le tour suivant
- Match nul
- Défaite ou élimination de la compétition

## Joueurs et personnalités du club

### Entraîneurs
Le tableau suivant présente la liste des entraîneurs du club depuis 1992.
| Rang | Nom             | Période   |
| ---- | --------------- | --------- |
| 1    | Jørgen Andersen | 1992-1994 |
| 2    | Jørgen Tideman  | 1994-1999 |
| 3    | Per Benjaminsen | 1999-2000 |
| 4    | Tom Nielsen     | 2000      |

| Rang | Nom                | Période              |
| ---- | ------------------ | -------------------- |
| 5    | Christian Andersen | 2001-2004            |
| 6    | Johnny Petersen    | 2004-oct. 2006       |
| 7    | Morten Wieghorst   | juil. 2006-juin 2011 |
| 8    | Kasper Hjulmand    | juil. 2011-juin 2014 |

| Rang | Nom                 | Période              |
| ---- | ------------------- | -------------------- |
| 9    | Ólafur Kristjánsson | juin 2014-déc. 2015  |
| 10   | Kasper Hjulmand     | janv. 2016-mars 2019 |
| 11   | Flemming Pedersen   | mars 2019-           |